# جون كاي (كاتب)
جون كاي (بالألمانية: John Kay) (و. 1944  م) هو مغن مؤلف، وعازف قيثارة، ومغني، وكاتب أغاني ألماني، ولد في سوفتسك، يستخدم آلات قيثارة، وهارمونيكا.

## جوائز
حصل على جوائز منها:
- عضوية قاعة مشاهير الموسيقى الكندية [الإنجليزية]‏ (1996).

## وصلات خارجية
- جون كاي على موقع IMDb (الإنجليزية)
- جون كاي على موقع ميوزك برينز (الإنجليزية)
- جون كاي على موقع ديسكوغز (الإنجليزية)
- جون كاي على موقع قاعدة بيانات الفيلم (الإنجليزية)

- جون كاي في قاعدة بيانات الأفلام على الإنترنت